# Explorer 20

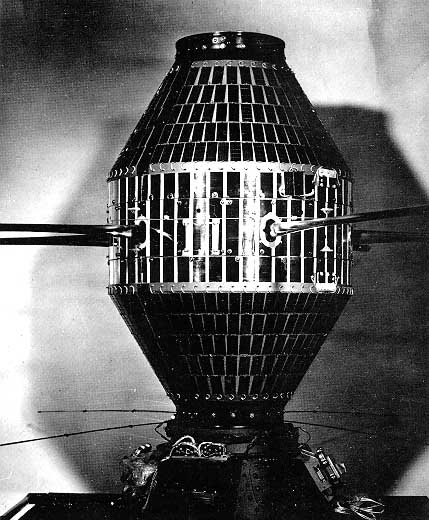
O satélite Explorer-20 (IE-A)

Explorer 20 (não confundir com o satélite de mesmo nome que não chegou a alcançar órbita devido a uma falha do veículo lançador, um Delta B), também conhecido como IE-A (acrônimo de Ionospheric Explorer A) e TOPSI, foi um satélite artificial da NASA lançado em 25 de agosto de 1964 por meio de um foguete Scout X4 desde a Base da Força Aérea de Vandenberg.

## Características
O Explorer 20 foi lançado com a missão de estudar a distribuição de elétrons, a densidade iônica e a temperatura da ionosfera terrestre, bem como estimar o ruído para níveis entre 2 e 7 MHz ao longo de sua órbita. Como instrumentos levava uma sonda ionosférica de seis frequências e uma sonda iônica.
O satélite tinha a forma de um cilindro curto rematado em ambos os extremos como sendo cones truncados. A sonda iônica, situada na extremidade de um mastro curto, saía do cone superior. As seis antenas (formadas por três dipolos) da sonda ionosférica sobressaiam do equador do satélite. Um dos pares de antenas media 18,28 m de comprimento para cada antena, enquanto que as restantes quatro mediam 9,14 m. O Explorer 20 era estabilizado através de giro, a 1,53 rpm, com o eixo de rotação contido no plano orbital. Um ano depois a velocidade de rotação foi reduzida a 0,45 rpm.
O Explorer 20 não tinha gravadora a bordo, por isso, os dados só podiam ser recolhidos em tempo real, nas proximidades de uma estação terrestre. As estações foram distribuídas para coletar dados sobre os 80 graus oeste, para além de dispor de estações no Havaí, Singapura, Reino Unido e Austrália e diversas zonas da África. Os dados eram transmitidos pelo satélite em períodos de meia hora a quatro horas de acordo com a energia disponível. A missão funcionou bem durante cerca de 16 meses.